# Saint-Étienne-en-Bresse
Saint-Étienne-en-Bresse é uma comuna francesa na região administrativa de Borgonha-Franco-Condado, no departamento Saône-et-Loire. Estende-se por uma área de 19,49 km². Em 2010 a comuna tinha 805 habitantes (densidade: 41,3 hab./km²).